# Bölinghoven

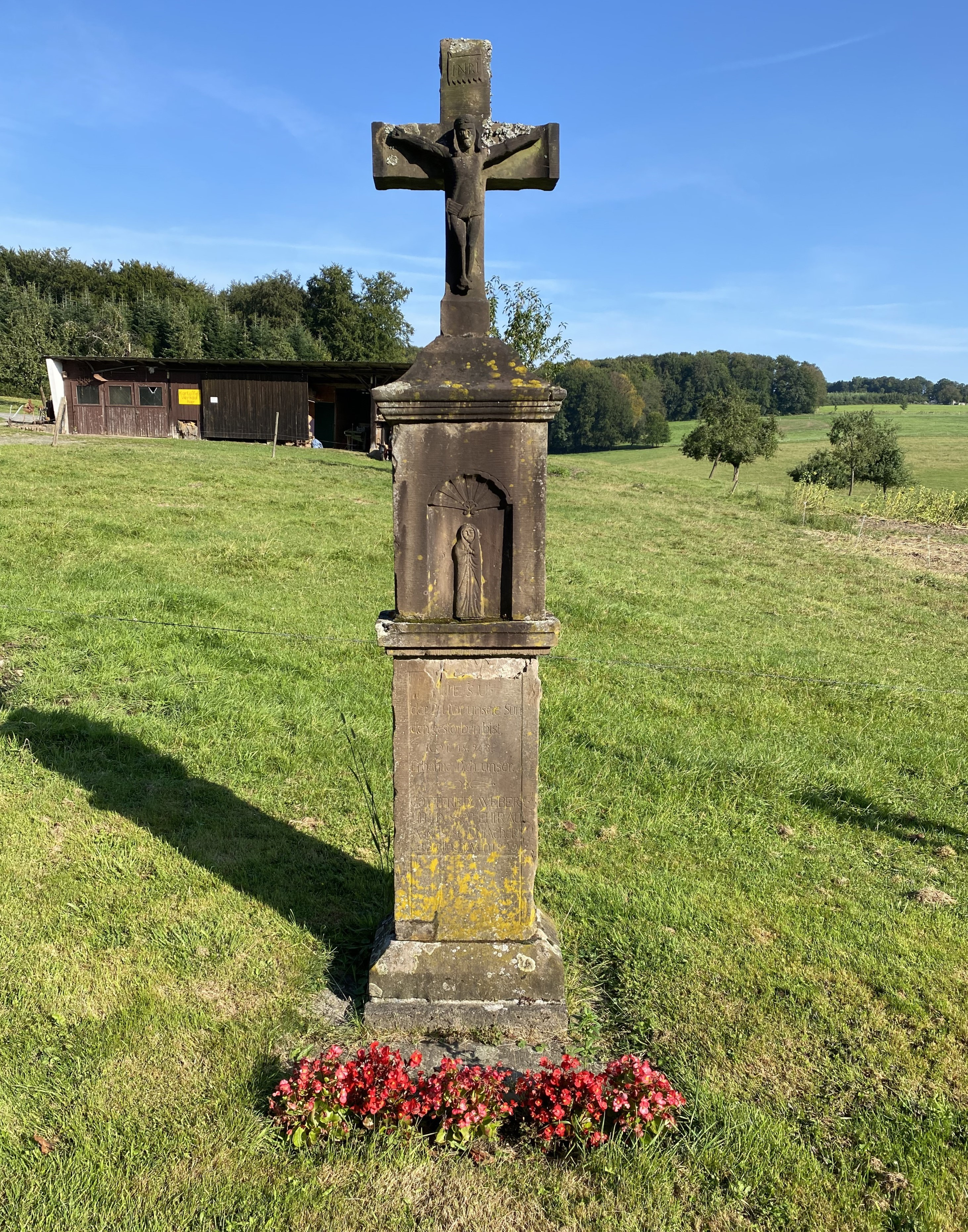
Baudenkmal Wegekreuz (1829) bei Hof Bölinghoven 25

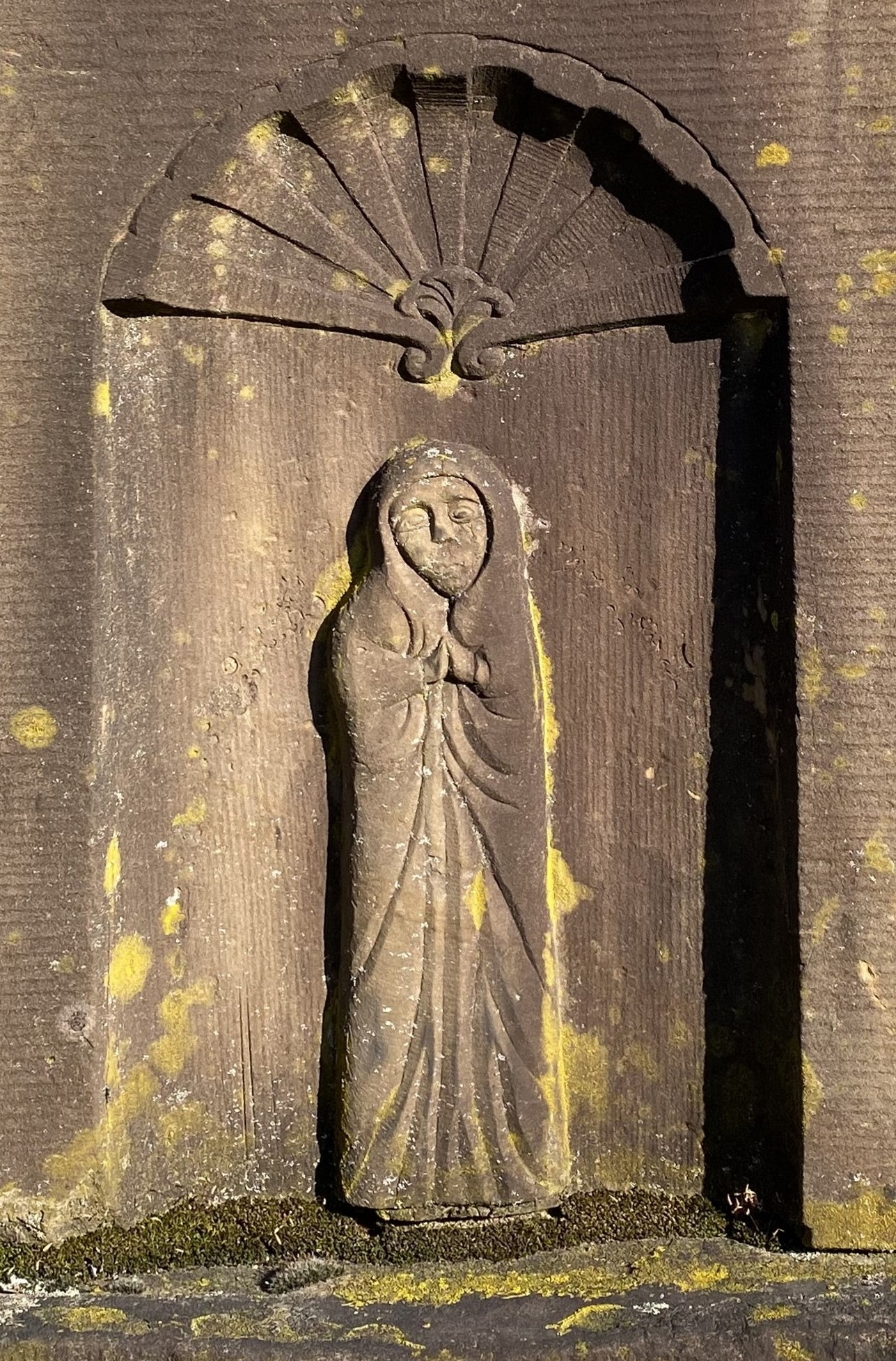
Muschelnische mit Madonnenrelief im Wegekreuz

Bölinghoven ist ein Wohnplatz in der Gemeinde Kürten im Rheinisch-Bergischen Kreis.

## Name
Bölinghoven wurde erstmals im Jahr 1054 als Budelinchove urkundlich erwähnt. Bei dem Ortsnamen handelt es sich um einen Vertreter aus der -inghofen-Namensgruppe, die eine Hofgründung durch die im Namenspräfix angegebene Person bezeichnet. Der Personenname bei Budelinchove dürfte mit einiger Wahrscheinlichkeit ein Bodilo gewesen sein, der Ortsname bedeutet also Hof der Sippe des Bodilo.
Nach nicht fachwissenschaftlicher und vermutlich falscher Deutung des lokalen Geschichtsvereins bedeutet dagegen der Name Bölinghoven Hof auf der Höhe, auf dem Hügel gelegen (Böhl, auch Bühl, bedeutet Anhöhe, Hügel). Mundartlich heißt es op Böhlekoven.

## Geschichte
Die Topographia Ducatus Montani des Erich Philipp Ploennies, Blatt Amt Porz, belegt, dass der Wohnplatz bereits 1715 zwei Hofstellen besaß, die als Boleckhofen beschriftet sind. Aus der Charte des Herzogthums Berg von 1789 des Carl Friedrich von Wiebeking geht hervor, dass der Ort unter dem Namen Bolenhoff zu dieser Zeit Teil der Honschaft Dürscheid im Obergericht Bensberg des bergischen Amtes Porz war.
Der Ort ist auf der Topographischen Aufnahme der Rheinlande von 1824 als Bölenkowen verzeichnet, auf der Preußischen Uraufnahme von 1845 als Büdinghoven. Ab der Preußischen Neuaufnahme von 1892 ist der Ort auf Messtischblättern regelmäßig als Bölinghoven verzeichnet.
Unter der französischen Verwaltung zwischen 1806 und 1813 wurde das Amt Porz aufgelöst und das Kirchspiel Dürscheid, zu dem auch Bölinghoven gehörte, wurde politisch der Mairie Bensberg im Arrondissement Mülheim am Rhein zugeordnet. 1816 wandelten die Preußen die Mairie zur Bürgermeisterei Bensberg im Kreis Mülheim am Rhein.
1822 lebten zwölf Menschen in dem als Bauerngut kategorisierten Ort, der unter dem Namen Bülekoven aufgeführt ist.  Für das Jahr 1830 werden für Bülekoven 16 Einwohner angegeben. Der 1845 laut der Uebersicht des Regierungs-Bezirks Cöln als Bauerngüter kategorisierte Ort besaß zu dieser Zeit zwei Wohngebäude mit 14 Einwohnern, allesamt katholischen Bekenntnisses. Die Gemeinde- und Gutbezirksstatistik der Rheinprovinz führt Biesfeld 1871 mit zwei Wohnhäusern und elf Einwohnern auf. Aus dem Jahr 1829 stammt ein unter Denkmalschutz stehendes Wegekreuz vor dem Bauernhof Bölinghoven 25.
In der Aufstellung des Königreichs Preußen für die Volkszählung 1885 wurde Bölinghoven als Wohnplatz der Landgemeinde Bensberg im Kreis Mülheim am Rhein verzeichnet. Zu dieser Zeit wurden zwei Wohnhäuser mit fünf Einwohnern gezählt. 1895 besaß der Ort drei Wohnhäuser mit elf Einwohnern und gehörte kirchlich zum katholischen Kirchspiel Dürscheid, 1905 werden zwei Wohnhäuser und neun Einwohner angegeben.
Aufgrund des Köln-Gesetzes wurde die Gemeinde Kürten mit Wirkung zum 1. Januar 1975 mit den bis dahin selbstständigen Gemeinden Bechen und Olpe und Teilen der Stadt Bensberg zur Gemeinde Kürten zusammengeschlossen. Dabei wurde auch Bölinghoven Teil der Gemeinde Kürten.